# Kaoh Nheaek
Kaoh Nheaek (tiếng Khmer: កោះញែក) là một huyện srok thuộc tỉnh Mondulkiri, đông bắc Campuchia. Theo thống kê năm 1998, dân số của huyện là 8919.
Kaoh Nheaek nằm ở phía bắc tỉnh. Phía bắc giáp với Ratanakiri, phía đông giáp với các huyện Buôn Đôn, Ea Soup (Đắk Lắk) của Việt Nam, phía nam giáp huyện Pechr Chenda cùng tỉnh, phía tây giáp tỉnh Kratié.